# أوشا
 أوشا ، (بالإنجليزية: Ushant)‏، (الفرنسية: Ouessant - wɛsɑ̃)، هي جزيرة فرنسية، في الطرف الجنوبي الغربي للقناة الإنجليزية، التي تمثل أقصى الشمال الغربي لأقصى نقطة في العاصمة الفرنسية. هي تنتمي إلى بريتاني وتقع في المنطقة التقليدية ليون. إداريا، أوشا هي بلدية في قسم فنستير. إنه المكان الوحيد في بريتاني، باستثناء اسم بريتاني نفسها، مع اسم منفصل باللغة الإنجليزية.

## المناخ
يظهر الجدول التالي التغييرات المناخية على مدار السنة لأوشا:
| البيانات المناخية لـأوشا           | البيانات المناخية لـأوشا | البيانات المناخية لـأوشا | البيانات المناخية لـأوشا | البيانات المناخية لـأوشا | البيانات المناخية لـأوشا | البيانات المناخية لـأوشا | البيانات المناخية لـأوشا | البيانات المناخية لـأوشا | البيانات المناخية لـأوشا | البيانات المناخية لـأوشا | البيانات المناخية لـأوشا | البيانات المناخية لـأوشا | البيانات المناخية لـأوشا |
| الشهر                              | يناير                    | فبراير                   | مارس                     | أبريل                    | مايو                     | يونيو                    | يوليو                    | أغسطس                    | سبتمبر                   | أكتوبر                   | نوفمبر                   | ديسمبر                   | المعدل السنوي            |
| ---------------------------------- | ------------------------ | ------------------------ | ------------------------ | ------------------------ | ------------------------ | ------------------------ | ------------------------ | ------------------------ | ------------------------ | ------------------------ | ------------------------ | ------------------------ | ------------------------ |
| الدرجة القصوى °م (°ف)              | 15.1 (59.2)              | 15.2 (59.4)              | 18.4 (65.1)              | 22.5 (72.5)              | 24.1 (75.4)              | 27.7 (81.9)              | 28.2 (82.8)              | 29.3 (84.7)              | 25.2 (77.4)              | 24.3 (75.7)              | 18.1 (64.6)              | 16.0 (60.8)              | 29.3 (84.7)              |
| متوسط درجة الحرارة الكبرى °م (°ف)  | 10.1 (50.2)              | 10.4 (50.7)              | 11.5 (52.7)              | 12.9 (55.2)              | 15.0 (59.0)              | 17.5 (63.5)              | 19.1 (66.4)              | 19.6 (67.3)              | 18.2 (64.8)              | 15.9 (60.6)              | 12.9 (55.2)              | 10.7 (51.3)              | 14.5 (58.1)              |
| المتوسط اليومي °م (°ف)             | 8.3 (46.9)               | 8.4 (47.1)               | 9.4 (48.9)               | 10.5 (50.9)              | 12.6 (54.7)              | 14.9 (58.8)              | 16.4 (61.5)              | 16.8 (62.2)              | 15.7 (60.3)              | 13.8 (56.8)              | 11.0 (51.8)              | 8.8 (47.8)               | 12.2 (54.0)              |
| متوسط درجة الحرارة الصغرى °م (°ف)  | 6.5 (43.7)               | 6.4 (43.5)               | 7.2 (45.0)               | 8.1 (46.6)               | 10.1 (50.2)              | 12.2 (54.0)              | 13.6 (56.5)              | 14.0 (57.2)              | 13.1 (55.6)              | 11.7 (53.1)              | 9.2 (48.6)               | 7.0 (44.6)               | 9.9 (49.8)               |
| أدنى درجة حرارة °م (°ف)            | −2.5 (27.5)              | −1.1 (30.0)              | −0.4 (31.3)              | 1.9 (35.4)               | 3.8 (38.8)               | 8.0 (46.4)               | 9.8 (49.6)               | 10.5 (50.9)              | 8.3 (46.9)               | 5.4 (41.7)               | 2.8 (37.0)               | −0.2 (31.6)              | −2.5 (27.5)              |
| الهطول مم (إنش)                    | 91.2 (3.59)              | 70.1 (2.76)              | 55.1 (2.17)              | 63.5 (2.50)              | 57.6 (2.27)              | 43.6 (1.72)              | 53.1 (2.09)              | 56.7 (2.23)              | 54.8 (2.16)              | 79.2 (3.12)              | 100.1 (3.94)             | 94.0 (3.70)              | 819.0 (32.24)            |
| متوسط أيام هطول الأمطار (≥ 1.0 mm) | 15.5                     | 11.7                     | 11.8                     | 11.1                     | 9.1                      | 8.1                      | 8.5                      | 8.9                      | 9.0                      | 13.2                     | 16.7                     | 15.5                     | 139.1                    |
| متوسط الأيام المثلجة               | 1.2                      | 1.6                      | 0.4                      | 0.1                      | 0.0                      | 0.0                      | 0.0                      | 0.0                      | 0.0                      | 0.0                      | 0.1                      | 0.9                      | 4.3                      |
| المصدر: Meteo France               |                          |                          |                          |                          |                          |                          |                          |                          |                          |                          |                          |                          |                          |